# 10. SS-Panzer-Division Frundsberg
10. SS-Panzer-Division Frundsberg, pansardivision i Waffen-SS.
Enheten bildades 1943 och sattes in på östfronten vid slaget vid Kamjanets-Podilskyj senvintern 1944 tillsammans med "systerenheten" 9. SS-Panzer-Division Hohenstaufen. Den uppkallades efter den tyske landsknekten Georg von Frundsberg.
Efter de allierades landstigning i Normandie i juni 1944 förflyttades divisionen dit och deltog i striderna där. Efter det tyska nederlaget i Normandie förflyttades Frundsberg till staden Arnhem i Holland för vila och reorganisation. Divisionen är mest känd för sitt deltagande i striderna vid den allierade luftlandsättningen vid Arnhem (Operation Market Garden) i september 1944. Divisionen deltog även under Operation Nordwind i januari 1945. Mot slutet av kriget förflyttades divisionen åter till östfronten.
I augusti 2006 berättade den tyske författaren Günter Grass att han kallats till tjänstgöring till divisionen i november 1944 som stridsvagnsskytt. 
Enligt boken ”Murders elit” ska 10. SS Panzer-Division-Frundsberg vara den enda SS-divisionen som inte begick några krigsbrott.[källa behövs]

## Tillkomst
En andra stor expansion av Waffen-SS planerades under slutet av 1942 och i början av 1943 började man sätta upp fyra nya pansargrenadjärdivisioner, tre av dessa divisioner kom att omvandlas till rena pansardivisioner innan de gick i strid för första gången. Dessa skulle heta 9. SS-Panzer-Division Hohenstaufen, 10. SS-Panzer-Division Frundsberg, 11. SS Freiwilligen-Panzergrenadier-Division Nordland och 12. SS-Panzer-Division "Hitlerjugend". Divisionens stab sattes upp den 1 februari 1943 i Berlin, resten av divisionen sattes upp i området mellan Bordeaux, Limoges och La Rochelle. Vid det här laget kunde SS inte längre förlita sig på frivilliga för att bygga upp de nya förbanden. Värnpliktiga soldater kom att utgöra upp till 70 procent av manskapet i systerdivisionerna 9. SS-Panzer-Division Hohenstaufen och 10. SS-Panzer-Division Frundsberg. I oktober 1943 utökades divisionen till en pansardivision  även om den bataljon med Panther stridsvagnar som skulle tillföras divisionens pansarregemente  inte nåde divisionen fören i december 1944.

## Divisionschefer

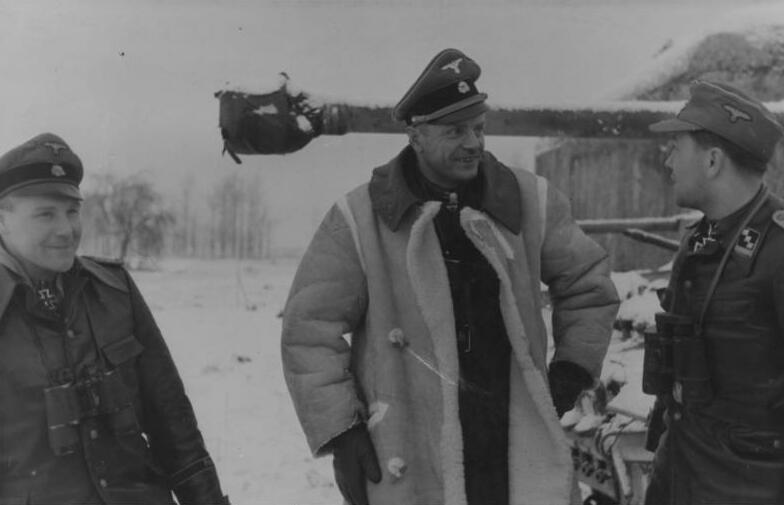
SS-Brigadeführer Heinz Harmel i februari 1945

- januari 1943 – 15 februari 1943: SS-Standartenführer Michel Lippert[3]
- 15 februari 1943 – 15 november 1943: SS-Gruppenführer Lothar Debes
- 15 november 1943 – 27 april 1944: SS-Gruppenführer Karl von Fischer-Treuenfeld
- 27 april 1944 – april 1945: SS-Brigadeführer Heinz Harmel
- april 1945 – 8 maj 1945: SS-Obersturmbannführer Franz Roestel

## Organisation
Divisionens organisation:
- SS-Panzergrenadier-Regiment 21
- SS-Panzergrenadier-Regiment 22
- SS-Panzer-Regiment 10
- SS-Panzer-Artillerie-Regiment 10
- SS-Kradschützen-Regiment 10
- SS Sturmgeschütz-Abteilung 10
- SS Panzerjäger-Abteilung 10
- SS Flak-Abteilung 10
- SS Pionier-Abteilung 10
- SS Panzer-Nachrichten-Abteilung 10
- SS-Verwaltungs Truppen 10
- SS-Instandsetzungs Abteilung 10
- SS-Sanitäts-Abteilung 10
- SS-Nachschub Truppen 10
- SS-Feldpostamt 10
- SS-Kriegsberichter-Zug 10
- SS-Feldgendarmerie-Trupp 10